# Паніка Вова
«Паніка Вова» — український детективний серіал з елементами комедії. Серіал розповідає про приватного детектива Володимира Бойко та його помічницю Ніку.
Перший сезон виходив з 7 жовтня  по 7 листопада 2019 на телеканалі «НЛО TV». Другий сезон серіалу виходив з 7 по 31 грудня 2020 року на телеканалі «Індиго TV».

## Походження назви
Назва «Паніка Вова» походить від однойменного шкільного прізвиська головного героя Володимира Бойка.

## Сюжет
Українського актора Володимира Бойка припиняють запрошувати на зйомки через сварку з режисером. Унаслідок цього Вова впадає в депресію й починає вести не дуже здоровий спосіб життя. Коли до нього приходить  подруга дитинства Ніка й просить про допомогу як детектива, Вова погоджується. Тепер на них чекає багато пригод і цікавих історій для розслідування.

## У ролях
- 1 Сезон
- Олексій Комаровський - Володимир Бойко
- Марія Северілова - Вероніка Андріюк
- Сергій Кисіль — Іван Андріюк
- Михайло Досенко - Петро Зосів
- Роман Лук'янов - Анатолій Лапшин
- 2 Сезон
- Олексій Комаровський - Володимир Бойко
- Марія Северілова - Вероніка Андріюк
- Сергій Кисіль — Іван Андріюк
- Михайло Досенко - Петро Зосів
- Роман Лук'янов - Анатолій Лапшин
- Олена Ларіна - Моргана
- Микита Павлов - Андрій
- Серж Куніцин - Семен Куниця
- 3 Сезон
- Олексій Комаровський - Володимир Бойко
- Марія Северілова - Вероніка Андріюк
- Сергій Кисіль — Іван Андріюк
- Михайло Досенко - Петро Зосів
- Роман Лук'янов - Анатолій Лапшин
- Олена Ларіна - Моргана
- Микита Павлов - Андрій
- Серж Куніцин - Семен Куниця
- В'ячеслав Соломка - Слава Приходько
- Анастасія Мішустіна - Юліанна

## Виробництво
Фільмування першого сезону Паніка Вова стартувало у липні 2019 року.
Фільмування другого сезону Паніка Вова стартувало у липні 2020 року.
Фільмування третього сезону Паніка Вова стартувало у червні 2021 року.

## Перелік сезонів
| Сезон | Сезон | Епізоди | Оригінальні покази | Оригінальні покази |
| Сезон | Сезон | Епізоди | Прем'єра           | Фінал              |
| ----- | ----- | ------- | ------------------ | ------------------ |
|       | 1     | 20      | 7 жовтня 2019      | 7 листопада 2019   |
|       | 2     | 20      | 7 грудня 2020      | 31 грудня 2020     |

## Реліз
Реліз першого сезону серіалу відбувся 7 жовтня 2019 на телеканалі «НЛО TV». Реліз другого сезону серіалу відбувся 7 грудня 2020 року на телеканалі «Індиго TV»..